# Holmes Chapel
Holmes Chapel és un poble i una parròquia civil en l'àrea d'autoritat unitària de Cheshire Oriental, al comtat cerimonial de Cheshire, Anglaterra. Fins a 1974 la parròquia va ser coneguda com Church Hulme. Holmes Chapel es troba a uns 13 km a nord de Crewe i a 34 km a sud de Manchester.
La població del poble es va registrar en 5.605 segons el cens del 2011. No obstant això, ha crescut a causa de nombroses urbanitzacions importants. Segons l’Índex de privació, el poble ocupa el lloc número 18 del districte menys desfavorit del Regne Unit (de 8.414). L'estació de ferrocarril de la Capella Holmes ofereix serveis a Manchester i Crewe, cosa que fa que el poble sigui convenient per als viatgers. La reserva natural de Swettenham Meadows es troba a 4,0 km a l'est del poble i Goostrey al nord.
El poble té diverses cases públiques. Hi ha un supermercat important (Aldi), diversos supermercats més petits, un recinte i nombrosos punts de venda, incloent una botiga de peix i patates fregides, sense llicència, pizzeria, agent immobiliari, una farmàcia i una biblioteca i una fleca. La ciutat té una escola secundària, Holmes Chapel Comprehensive School, i dues escoles primàries: Holmes Chapel Primary School i Hermitage Primary School. Té un metge de capçalera a London Road.
Cotton Hall, on John Cotton residia el 1400, va romandre la seu familiar fins al segle xviii quan Daniel Cotton es va casar als estands de Twemlow; una branca cadet de la família es va crear baronets i després vescomtes Combermere. Cotton Hall data almenys del segle xv amb algunes addicions als segles XVII, XIX i XX. Cotton Hall, una granja i finca, just al costat de Middlewich Road, avui figura al grau II * segons la Llei de planificació (edificis i àrees de conservació catalogades) de 1990, modificada, pel seu especial interès arquitectònic o històric.

## Geografia
Holmes Chapel, situada dins de la plana de Cheshire, es troba en les rodalies del riu Dane, el qual serpenteja en el seu camí per tot l'extrem nord del llogaret. El poble es troba al districte d'autoritat unitària de Cheshire Oriental, i és administrat per la propera ciutat de Congleton.
Holmes Chapel té un acord d'agermanament amb la ciutat de bessancourt, a França, des de 1980.

## Punts d'interès
L'Església de Sant Lluc (Sant Luke's Church) va ser construïda al voltant de 1430. Originalment enmaderada, les parets de maó que encaixonen la nau i el cor són addicions posteriors. Va ser designada com "Edifici de Tipus I" el 14 de febrer de 1967.

## Persones notables
- Harry Styles, (nascut 1994), cantant, compositor i actor.

- Major Philip Glazebrook, DSO (1880-1918), home de negocis i polític conservador, diputat de Manchester South 1912/1918.
- Sir Henry Cotton, (1907-1987), jugador de golf professional de MBE, va guanyar el Campionat Obert el 1934, 1937 i 1948.
- Shirley Strong, (nascuda el 1958), antiga atleta, guanyar la medalla de plata als Jocs Olímpics d'estiu de 1984 en 100 metres obstacles.
- Andy Porter, (nascut el 1968), ex futbolista professional convertit en entrenador, va jugar 357 vegades al Port Vale FC.
- Seth Johnson, (nascut el 1979), ex futbolista professional, 275 aparicions professionals.
- Dean Ashton, (nascut el 1983), ex futbolista professional, va fer més de 240 aparicions.
- Ryan Brooke, (nascut el 1990), futbolista professional, juga al Curzon Ashton FC.
- Tom Lowery, (nascut el 1997), futbolista professional, juga al Crewe Alexandra FC.